# Jakub Moder
Jakub Moder, né le 7 avril 1999 à Szczecinek en Pologne, est un footballeur international polonais qui évolue au poste de milieu central au Feyenoord Rotterdam.

## Biographie

### Carrière en club

#### Lech Poznań
Né à Szczecinek en Pologne, Jakub Moder est formé par le Lech Poznań. Il joue son premier match en professionnel le 2 avril 2018 lors d'une rencontre de championnat face au Wisła Cracovie. Il entre en jeu en fin de rencontre et son équipe s'impose par trois buts à un.

#### Odra Opole
En juin 2018 il est prêté une saison à l'Odra Opole. Ce prêt lui permet de gagner en temps de jeu et de s'aguerrir.

#### Retour au Lech Poznań
De retour au Lech Poznań après son prêt convaincant, Moder est intégré à l'équipe première lors de la saison saison 2019-2020, où il s'y impose progressivement.

#### Brighton & Hove Albion
Jakub Moder s'engage en faveur de Brighton & Hove le 5 octobre 2020, signant un contrat de cinq ans. Il est prêté au Lech Poznań jusqu'à la fin de l'année. Moder arrive donc dans son nouveau club en janvier 2021 et l joue son premier match pour Brighton le 10 février 2021, lors d'une rencontre de coupe d'Angleterre face à Leicester City. Il est titulaire et son équipe s'incline par un but à zéro.
Le 2 avril 2022, lors d'un match nul face à Norwich City en championnat (0-0), Moder se blesse gravement au genou. Victime d'une rupture du ligament croisé, son absence est estimée à au moins six mois,.

#### Feyenoord Rotterdam
Le 20 janvier 2025, lors du mercato hivernal, Jakub Moder prend la direction des Pays-Bas afin de signer en faveur du Feyenoord Rotterdam pour un contrat courant jusqu'en juin 2028,.

### En sélection
Moder joue pour l'équipe de Pologne des moins de 18 ans de 2016 à 2017. Au total il fait sept apparitions avec cette sélection.
De 2017 à 2018 il représente l'équipe de Pologne des moins de 19 ans pour un total de dix matchs joués et un but inscrit. Il marque son but lors de sa dernière apparition avec les U19, le 27 mars 2018 contre la Grèce (victoire 3-1 des jeunes polonais).
En août 2020 Moder est retenu pour la première fois par le sélectionneur de l'équipe nationale de Pologne, Jerzy Brzęczek, pour le rassemblement de septembre. Il honore sa première sélection face aux Pays-Bas le 4 septembre 2020.
Moder inscrit son premier but pour la Pologne lors de sa quatrième sélection, le 11 novembre 2020, lors d'un match amical contre l'Ukraine. Entré en jeu à la place d'Arkadiusz Milik, il participe à la victoire de son équipe par deux buts à zéro,.
Il est retenu par le sélectionneur Paulo Sousa pour disputer l'Euro 2020,.
Le 8 juin 2024, il figure dans la liste des 26 joueurs polonais retenus par Michał Probierz pour participer à l'Euro 2024. 

### Buts internationaux
| 0 | Date             | Lieu                                  | Adversaire | Score | Résultats | Compétitions                            |
| - | ---------------- | ------------------------------------- | ---------- | ----- | --------- | --------------------------------------- |
| 1 | 11 novembre 2020 | Stade de Silésie, Chorzów, Pologne    | Ukraine    | 2-0   | 2 - 0     | Match amical                            |
| 2 | 31 mars 2021     | Stade de Wembley, Londres, Angleterre | Angleterre | 1-1   | 2 - 1     | Éliminatoires de la Coupe du monde 2022 |